# Jacopo Sadoleto
Jacopo Sadoleto (Módena, 12 de Julho de 1477 – Roma, 18 de outubro de 1547) foi um diplomata, cardeal da Igreja Católica e um humanista italiano.

## Biografia
Nascido em Módena em 1477, era filho de um advogado notável. Dedicou-se ao estudo das humanidades e adquiriu reputação como poeta neolatino, sua obra mais conhecida foi sobre o grupo de Laocoonte. Em Roma obteve a proteção do cardeal Carafa, voltando-se para a carreira eclesiástica. O Papa Leão X escolheu-o como um de seus secretários, juntamente com Pietro Bembo, e em 1517 se tornou bispo de Carpentras.
Fiel servo do papado, foi enviado como negociador em várias ocasiões. Uma de suas maiores conquistas foi a de pacificar dos protestantes, alcançada através da persuasão e por apresentar a doutrina católica a partir de uma perspectiva conciliatória. Sadoleto foi criado cardeal em 22 de dezembro de 1536, pelo papa Paulo III.
É conhecido também por ter discutido com João Calvino sobre as doutrinas calvinistas. Em sua visita a Genebra, ficou muito conhecido também por ter testemunhado a pobreza deste líder protestante.

## Obras
Escreveu uma Carta aos Romanos (1535), sua obra mais conhecida.
Seus principais escritos foram publicados em Mogúncia em 1607 e incluíram ainda as suas  obras teoógicas, uma coleção de Epístolas, um Tratado de Educação e uma defesa da filosofia intitulada Phaedrus (Fedro) escrita em 1538. A melhor edição de suas obras foi publicada em  Verona (1737 - 1738).
- http://books.google.com.br/books/about/De_laudibus_philosophiae_libri_II.html?id=HZGctgAACAAJ&redir_esc=y De laudibus philosophiae]

- In psalmum XCIII interpretatio, 1530

- Cartas de Jacopo Sadoleto, 1565